# Marine Le Pen
Marion Anne Perrine Le Pen, coneguda com a Marine Le Pen (Neuilly-sur-Seine, 5 d'agost de 1968) és una política francesa, líder des de 2011 del partit d'extrema dreta Reagrupament Nacional (abans Front Nacional), anteriorment encapçalat pel seu pare, Jean-Marie Le Pen.
Abans de ser candidata a la presidència de França pel seu partit a les eleccions de 2012, 2017 i 2022, havia estat consellera regional d'Illa de França i de Nord-Pas de Calais, i consellera municipal d'Hénin-Beaumont. A més, entre 2004 i 2017 fou eurodiputada. Des de les eleccions legislatives de 2017, exerceix de diputada a l'Assemblea Nacional per l'onzena circumscripció de Pas de Calais.

## Vida privada
Marion Anne Perrine Le Pen va néixer l'any 1968 a Neuilly-sur-Seine, sent la més jove de les tres filles de Jean-Marie Le Pen i de la seva primera dona, Pierrette Lalanne. Va ser batejada el 25 d'abril de 1969 sota el nom de Marine a l'ésglésia de la Madeleine de París. La seva neboda és la política Marion Maréchal.
El 2 de novembre de 1976, un atac amb bomba va destruir la casa parisenca del seu pare. Els vint quilos d'explosius, una de les càrregues més grans que París va presenciar des de la Segona Guerra Mundial, van destrossar tota una part de l'edifici de cinc pisos. A part d'algunes esgarrapades a causa de fragments de vidre, Marine va resultar-ne il·lesa, així com les seves dues germanes Marie-Caroline i Yann, que dormien amb ella.
Els seus pares es van separar el 1984, quan ella tenia 17 anys, la qual cosa va viure un gran interès mediàtic i Marine ho va viure molt malament. Després de la marxa de la seva mare, que es va enamorar d'un periodista que l'havia entrevistat, també el 1984, Marine va iniciar una relació amb l'encarregat de comunicació del seu pare, Lorrain de Saint Affrique.
Al juny de 1997, es va casar amb Franck Chauffroy, un director d'empresa que havia treballat per al Front Nacional. D'aquest matrimoni van néixer tres fills: Jehanne, nascuda el 1998, i els bessons Louis i Mathilde, nascuts el 1999, batejats a l'església catòlica tradicionalista de Saint-Nicolas-du-Chardonnet. El matrimoni es va divorciar a l'abril de l'any 2000 i, al desembre de 2002, Marine es va tornar a casar amb Éric Iorio, exsecretari nacional de l'FN a les eleccions i exconseller regional de Nord-Pas de Calais. Aquest matrimoni també es va trencar amb el divorci de juny de 2006. Des de 2009 fins al 2019, el seu company sentimental va ser el també divorciat Louis Aliot, secretari general de l'FN entre 2005 i 2010 i des de 2020 alcalde de Perpinyà.
Va viure, fins al 2014, en una dependència de la propietat de Montretout a Saint-Cloud, on la família Le Pen es va establir a finals dels anys setanta. Després es va traslladar a una residència que va adquirir a La Celle-Saint-Cloud.
S'autodefineix com a «catòlica no practicant».

## Formació
Marine Le Pen va estudiar a l'institut Florent-Schmitt de Saint-Cloud. A causa d'una nota de 4/20 en la prova de filosofia, no va aprovar l'examen d'accés a la universitat fins a la recuperació l'any 1986. Més tard, va estudiar dret a la Universitat de Panteó-Assas, on va obtenir un màster en dret (menció en carreres judicials) el 1990 i després un Diploma d'Estudis Avançats en dret penal el 1991. Un professor seu, Jean-Claude Martinez, la va descriure com a una estudiant «mediocre i festera». Un dia, va veure molt malament que un professor fes treballar a classe amb una sentència del 1973 dictada contra el seu pare per «apologia de crims de guerra».
L'any 1992, després d'haver assistit a l'École de formation professionnelle des barreaux de la cour d'appel de Paris (EFB), obté el certificat d'aptitud a l'advocacia (CAPA) i esdevé advocada al barreau de París. A la seva autobiografia À contre flots (Éditions Grancher, 2006), indica que va voler entrar a la vida activa mentre que el seu pare hauria preferit que fes el doctorat.

## Carrera professional
S'inscrigué al barreau (col·legi d'advocats) de París l'any 1992. Entrà llavors al gabinet de Georges-Paul Wagner, íntim de la família Le Pen. L'any 1994 s'instal·là pel seu compte en un despatx del carrer de Logelbach que llogà a Sylvain Garant, un advocat pròxim de la dreta del RPR.
Va portar alguns casos durant la dècada del 1990, majoritàriament sense gaire rellevància. La seva carrera com a advocada, però, va ser molt curta. Abandonà l'advocacia per entrar l'1 de gener 1998 al servei jurídic del Front Nacional. Renaud Dély atribuí aquest canvi al fracàs de la seva activitat d'advocada independent: manca de clients, manca de casos i manca d'ingressos.

## Carrera política

### Inicis
L'any 1983, va acompanyar Jean-Marie Le Pen durant uns quants dies a la campanya que es va dur a terme per a les eleccions municipals al 20è districte de París, per tal d'acostar-se al seu pare, que sovint vivia alluyat de les seves filles. Ella mateixa va descriure aquest episodi com «un xoc».
L'any 1986, als 18 anys, Marine Le Pen es va afiliar al Front Nacional, el partit liderat pel seu pare. Segons ella, l'estigma que va viure a l'escola per la seva ascendència «va generar un fort suport en la família» i el concepte d'unió davant l'adversitat contribuí plenament en el seu compromís amb la política. Durant els seus anys a la universitat, va participar al Cercle Nacional d'Estudiants de París (CNEP), un moviment estudiantil proper al Front Nacional, del qual va ser durant un temps la presidenta d'honor. No obstant això, entre les seves grans amistats d'aleshores hi havia membres del Grup Unió Defensa, un petit grup radical d'extrema dreta, en particular Frédéric Chatillon, que continuarà sent dels més propers quan es converteixi en presidenta de l'FN.
Figurava en l'última posició a la llista de l'FN de les eleccions municipals franceses de 1989 a Saint-Cloud. Més endavant, Carl Lang li va oferir el segon lloc de la llista de l'FN a Nord - Pas de Calais per a les eleccions regionals de 1992, però com que acabava de prestar el jurament com a advocada, va decidir declinar la proposta. Es presentà per primera vegada a les eleccions legislatives de 1993. Amb 24 anys, fou la candidata del Front Nacional a la 16a circumscripció de París, part del 17è districte. Va aconseguir-hi l'11,1% dels vots i va quedar per darrere del diputat conservador sortint, Bernard Pons, que va ser reelegit en primera volta amb el 63,1% dels vots, i del candidat socialista, Jean-Luc Gonneau (11,8%).
El setembre del 1996, al costat de Bruno Gollnisch, va assistir al judici contra Éric Delcroix, conegut com a advocat de negacionistes francesos, al final del qual va ser condemnat per objecció contra crims contra la humanitat.

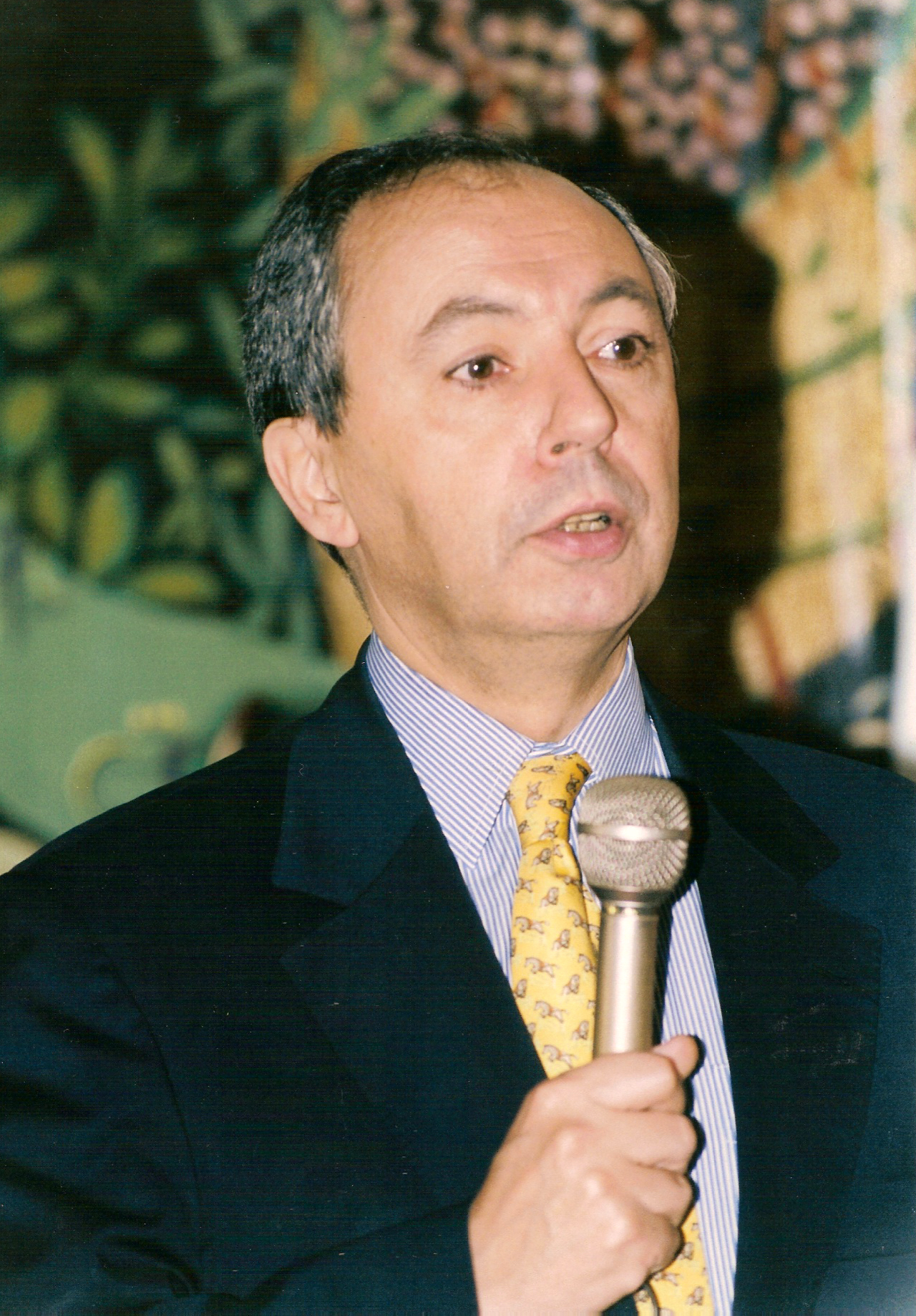
Marine Le Pen començà a involucrar-se a l'FN provant d'oposar-se a Bruno Mégret (aquí l'any 2004) abans de l'escissió del partit.

Va ser a les eleccions regionals franceses de 1998 que va obtenir el seu primer mandat polític com a consellera regional per Nord-Pas-de-Calais, elegida al departament de Nord dins de la llista liderada per Carl Lang. El 1998 també va liderar la creació del servei jurídic del Front Nacional, que va dirigir fins al 2003. Aquest servei va ser creat per Jean-Marie Le Pen, després que la seva filla li suggerís a la tardor de 1997. Al principi poc assídua com a responsable del servei jurídic, s'hi involucrà més quan s'anuncià l'escissió del partit. En particular, el seu pare va ser l'encarregat de dur a terme una auditoria de les diverses associacions creades per Bruno Mégret per tal de reduir la seva influència. Des del 2000, va seure a la mesa política, l'òrgan de govern del partit.
Durant la crisi que travessà el partit a finals de la dècada del 1990, va adoptar la línia defensada per Jean-Claude Martinez, Roger Holeindre i Bruno Gollnisch. El 1997, per consell del seu cunyat Samuel Maréchal, es presentà a les eleccions al comitè central de l'FN per contrarestar Bruno Mégret (l'esposa del qual, Catherine Mégret, acabava de ser escollida alcaldessa de Vitròla), però no va ser elegida a causa de la pluja de megretistes, que veien en la candidatura de Marine Le Pen un intent de Jean-Marie Le Pen per controlar el partit. Tot i que aquest incident augmentà les tensions entre Jean-Marie Le Pen i Bruno Mégret, Marine Le Pen fou finalment inclosa a la llista complementària de vint membres. Al mateix temps, es va fer càrrec de la secció de llibertats del «pregovern» format per l'FN, descrit per Valérie Igounet com «una mena de cabinet fantasma que treballa per la desmegretització». Marine Le Pen va mostrar repetidament l'oposició entre la visió política de Bruno Mégret, que volia aliar-se amb el Reagrupament per la República (RPR), i la línia «ni dreta ni esquerra», impulsada per Samuel Maréchal i de la qual ella era partidària per tal de «desdimonitzar el Front Nacional».
En paral·lel, participà a les sessions de formació de l'FN per als militants en cas de detenció preventiva i sobre el dret de no declarar, entre d'altres.

### Ascensió dins del Front nacional

#### Emergència electoral i mediàtica de l'any 2002

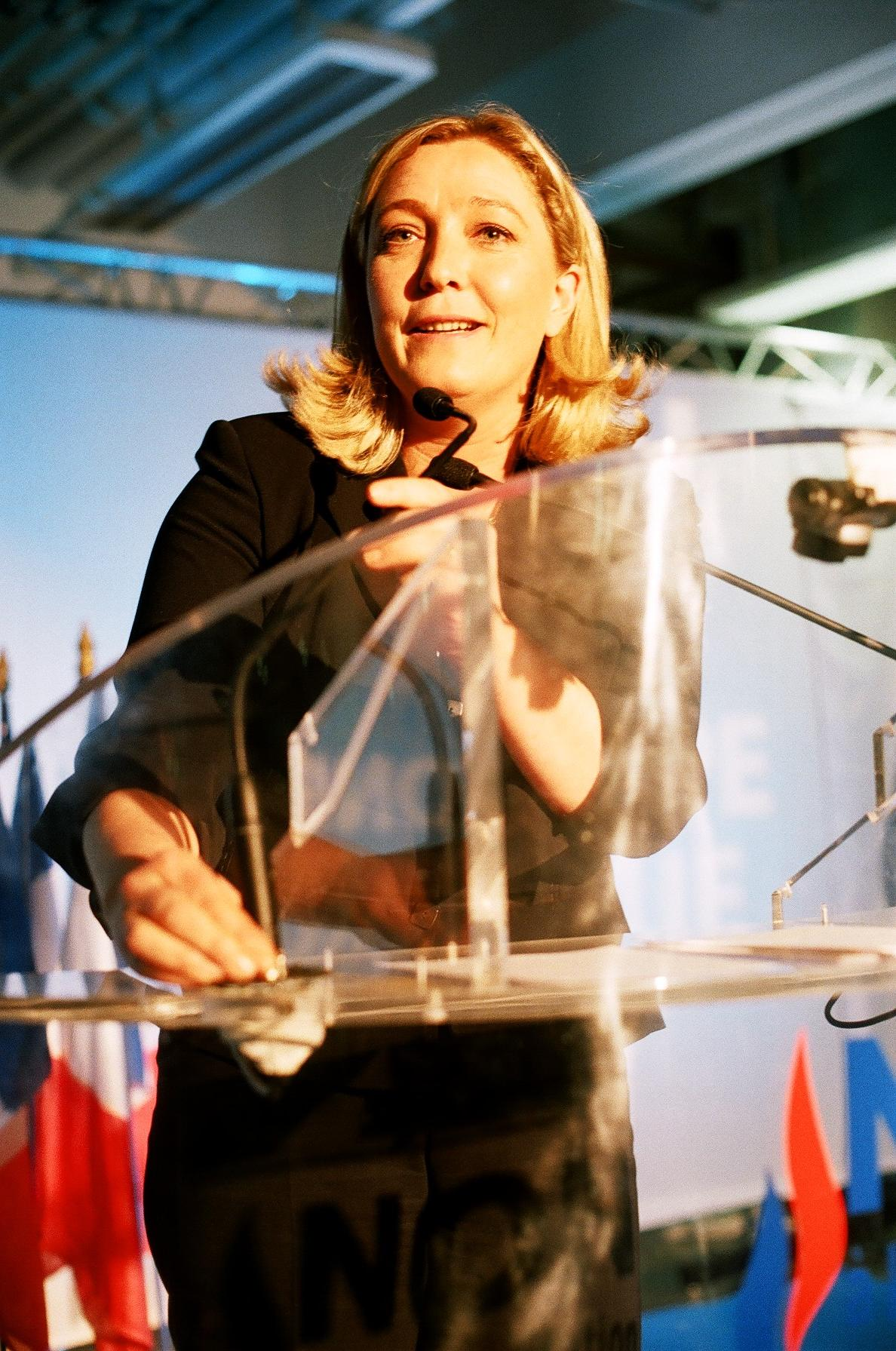
Marine Le Pen al maig de 2005.

Durant la campanya presidencial del 2002, va unir-se a l'equip del seu pare el corrent «Idees-Imatges», liderat per Jean-François Touzé i que incloia també Olivier Martinelli, Eric Iorio i Louis Aliot, que buscava millorar la imatge de Jean-Marie Le Pen i els representants locals del partit de cara a la ciutadania. Durant els dies entre la primera i la segona volta de les eleccions, Marine va suggerir al seu pare, que havia d'enfrontar-se a Jacques Chirac, que canviés el nom de l'FN. El diari Libération en va destacar «la influència i l'omnipresència dins de l'aparell del Front».
El 5 de maig de 2002, al vespre de la segona ronda, va aparèixer per primera vegada a l'escena mediàtica. Alain Vizier, el director de comunicació del Front Nacional, era llavors l'encarregat d'enviar els líders del partit als diversos platós de televisió i, com que el que havia de representar l'FN a France 3 s'havia retirat en el darrer moment, va trucar a Marine Le Pen. Després de fer una actuació notable en aquesta ocasió, va continuar apareixent regularment als mitjans de comunicació durant els mesos següents i va guanyar notorietat ràpidament, fins i tot als mitjans europeus. Jean-Marie Le Pen, que li va demanar a finals dels noranta que «anés a tots als programes», va declarar el 2004 que els mitjans havien fet de Marine un personatge polític més fort.
Després de l'elecció presidencial, Marine va reactivar l'associació Génération Le Pen, fundada després de les eleccions regionals franceses de 1998 per Samuel Maréchal per tal de reagrupar els nous electes de l'FN, i la va rebatejar com Generacions Le Pen, amb l'objectiu de «desdimonitzar la imatge del president de l'FN», segons Louis Aliot, al qual se li va adjudicar el secretariat general. Mentre que Marine assegurà que volia transformar l'associació «en una eina de promoció personal», Louis Aliot afirmà que ella no era la candidata a la successió del seu pare, perquè ell mateix havia designat diverses vegades Bruno Gollnisch com el seu futur successor. La iniciativa va molestar sobretot Carl Lang, que creia que posava el partit en risc d'implosió. Joseph Beauregard i Nicolas Lebourg indicaren: «L'objectiu és de fer transicionar el partit d'un Le Pen a l'altra».
El juny de 2002, Marine Le Pen es presentà a les eleccions legislatives al tretzè districte de Pas-de-Calais (el municipi de Lens), seguint els consells d'Éric Iorio, candidat de l'FN en un districte veí, qui considerava que era un escó possible d'aconseguir pel moviment miner de la zona i que Marine agradaria pel seu «físic flamenc» i el seu sentit de l'humor. Contra totes les expectatives, va obtenir el 24,2% dels vots a la primera volta, cosa que li va permetre presentar-se a la segona volta, en què va perdre amb el 32,3% de vots en contra del candidat socialista, Jean-Claude Bois. La historiadora Valérie Igounet, però, destaca que tot i perdre en termes de vots, va guanyar en notorietat, i que així es podia considerar iniciada la seva carrera política. Libération també considerà aquest debut l'inici d'un fenomen i la seva trajectòria nordista.

#### Inicis de la rivalitat amb Bruno Gollnisch (2002-2007)
La seva estratègia de «desdimonització» del Front Nacional començà a molestar dins del partit. És en aquest context que afirmà, per exemple: «Cal fer emergir un islam francès, perquè l'islam de França és com una noció territorial». Sobre el tema de l'avortament, va mostrar una posició molt més flexible que la de la línia tradicional de l'FN, la qual cosa va ser també font de crítiques internes. Durant el XII congrés del Front Nacional, que tingué lloc a Niça l'abril de 2003, va quedar relegada a la 34a posició del comitè central per part dels vots dels delegats departamentals. Malgrat aquest rebuig, l'endemà Jean-Marie Le Pen, que va considerar el menyspreu a la seva filla com una falta al partit, la va nomenar vicepresidenta del partit.

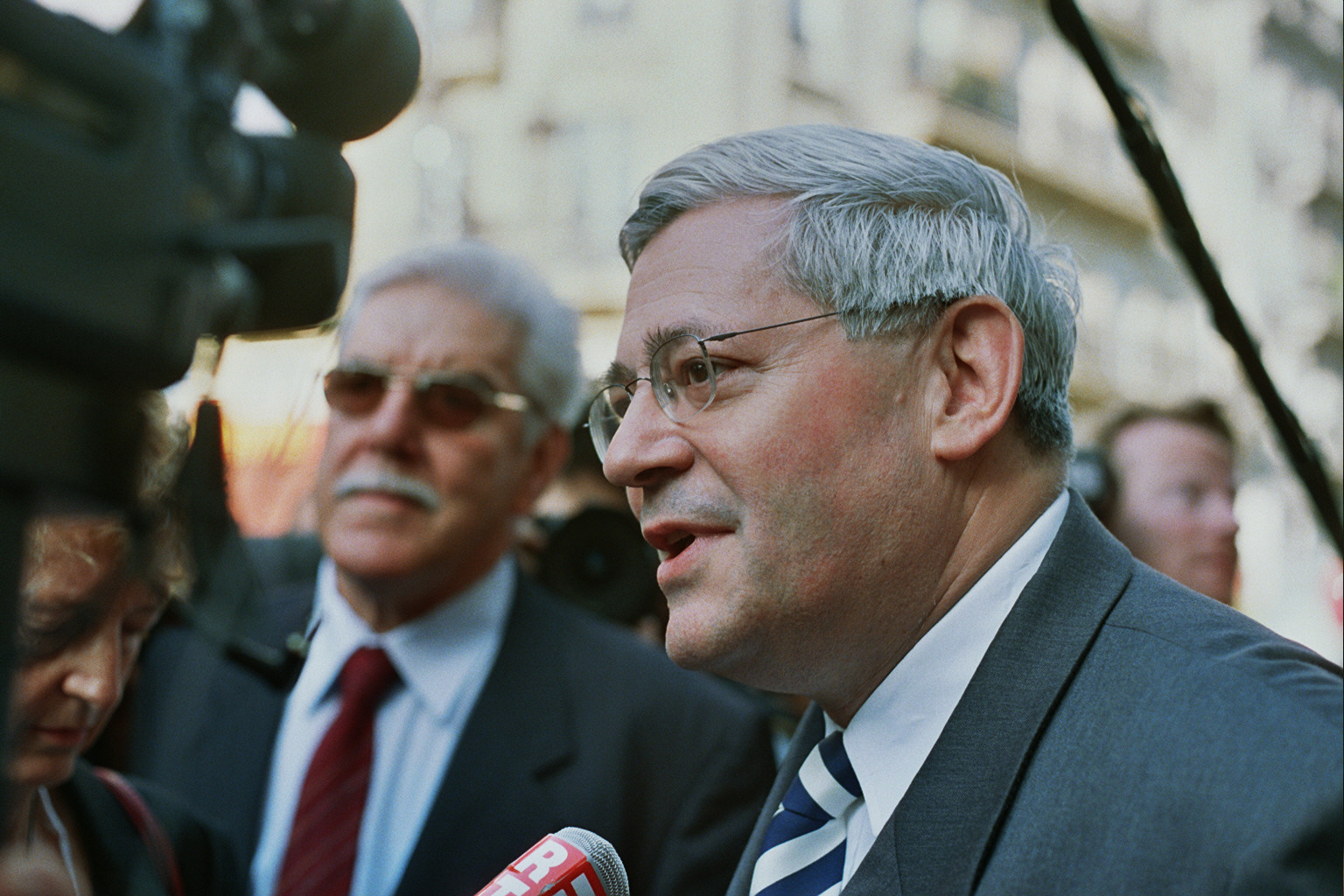
Anunciat com el successor de Jean-Marie Le Pen als anys noranta, Bruno Gollnisch va rivalitzar amb Marine Le Pen durant la dècada del 2000.

A la tardor del 2003, va fer una visita a Nova York i a Washington DC en companyia de Louis Allot, Pierre Ceyrac, Éric Iorio (que aleshores era el seu marit i home important dins de l'FN) i Guido Lombardi, antic representant de la Lliga Nord, per trobar-se amb alts funcionaris nord-americans. Per a Carl Lang, va tractar-se d'un «viatge clau, quasi secret» i l'historiadora Valérie Igounet el considera un «remake de la gira del seu pare l'any 1987». Farien un viatge similar el 2017.
El 2004 va ser escollida com a cap de llista del Front Nacional per a les eleccions europees a la Circumscripció Illa de França, tot i Steeve Briois i Bruno Bilde, que volien la seva candidatura a la circumscripció nord-oest per poder continuar-hi la seva implantació. Jean-Marie Le Pen va celebrar públicament l'èxit del seu partit a la circumscripció d'Illa de França, tot i que l'FN va caure quatre punts en comparació amb les eleccions anteriors. Elegida al Parlament Europeu, va assistir només al 58% de les sessions a Estrasburg (173 dies de 298) i va votar prop del 42% de lleis d'acord amb la majoria dels altres eurodiputats francesos.
El 2005 va dimitir dels seus càrrecs a l'FN, després d'una polèmica declaració del seu pare sobre l'ocupació alemanya durant la Segona Guerra Mundial. Segons Romain Rosso, periodista de L'Express, «sembla que havia presentat la dimissió abans al seu pare, perquè s'havia decidit finalment a presentar-se a candidata a la successió i tancar definitivament el debat». La seva decisió va empènyer Jean-Marie Le Pen a designar de nou, almenys públicament, Bruno Gollnisch com el seu futur successor als mitjans de comunicació. Marine va fer campanya per al «no» en el referèndum sobre el projecte de tractat pel qual s'estableix una constitució per a Europa. Al final del mateix any, Marie-France Stirbois i Jacques Bompard, que van denunciar la massa gran influència de Marine Le Pen al Front Nacional, van ser exclosos del càrrec polític. El ritme de les aparicions de Marine Le Pen als mitjans francesos s'accelerà amb la publicació el 2006 del seu llibre autobiogràfic, À contre flots.
Al XIIIè congrés del Front Nacional, que es va celebrar el novembre del 2007 a Bordeus, per primera vegada els militants votaven directament pel comitè central. Marine Le Pen va quedar en segona posició (75,8%), darrere de Bruno Gollnisch (85,1%). Aquell mateix congrés va estar marcat per una vaga de molts opositors de Marine Le Pen que van decidir no presentar-se al comitè central. Jean-Marie Le Pen la nomenà llavors vicepresidenta executiva de l'FN a càrrec dels «assumptes interns». Això que implicava, entre altres coses, la formació dels membres i activistes, la comunicació interna i externa del partit i la «propaganda».

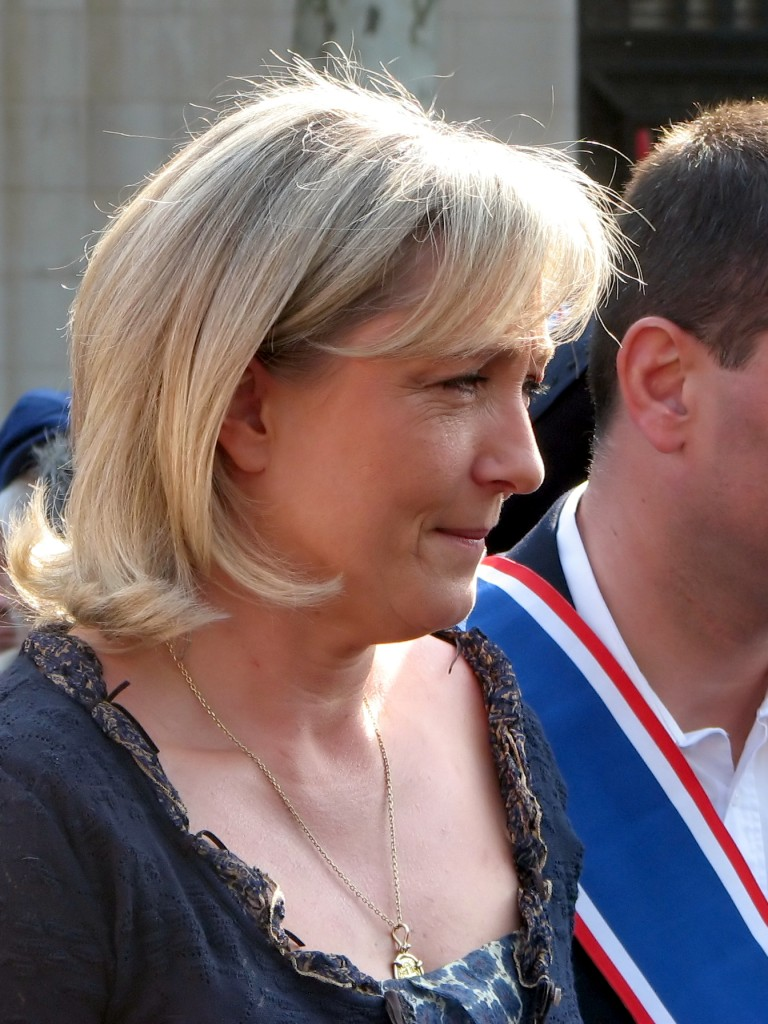
Marine Le Pen a la desfilada del Front Nacional en honor de Joana d'Arc, l'1 de maig de 2007.

Nomenada directora estratègica de la campanya del seu pare, va presentar l'11 de desembre del 2006 la nova campanya de cartells del Front National. Constava de sis pòsters en total, els quals representaven cadascun un ciutadà amb el polze cap a baix com a símbol del «fracàs» de la dreta i l'esquerra en cadascun dels temes en qüestió. Entre tots aquests cartells, n'hi ha un que presenta una jove magrebina, la qual cosa resultà poc apreciada internament, especialment entre els catòlics tradicionalistes del partit. Marine Le Pen defensà aquesta elecció destinada a modernitzar la imatge del seu pare: «En aquest pòster, parlem de nacionalitat, assimilació, avenç social, laïcitat, que són àmbits en què la dreta i l'esquerra han fracassat absolutament. Un cert nombre de francesos d'origen immigrant són conscients d'aquest fracàs i desitgen obtenir respostes. Molts d'ells recorren al candidat Jean-Marie Le Pen per obtenir-ne».
El fracàs de Jean-Marie Le Pen a les eleccions presidencials de 2007 (10,44% dels vots) provocà tensions dins del partit. Marine Le Pen fou acusada pels seus competidors d'haver allunyat el partit de la seva tradició obrint-lo a influències externes i adoptant una estratègia de «desdimonització» inútil. Tanmateix, semblava ser l'única supervivent del que la premsa anomenà «col·lapse de l'FN», ja que fou l'única membre del partit que es va classificar per a la segona volta de les eleccions legislatives del 17 de juny de 2007, en què per la 14a circumscripció de Pas-de-Calais va perdre amb un resultat del 41,7 % contra el socialista Albert Facon.

### Establiment aNord-Pas-de-Calais

#### Candidatures aHénin-Beaumont

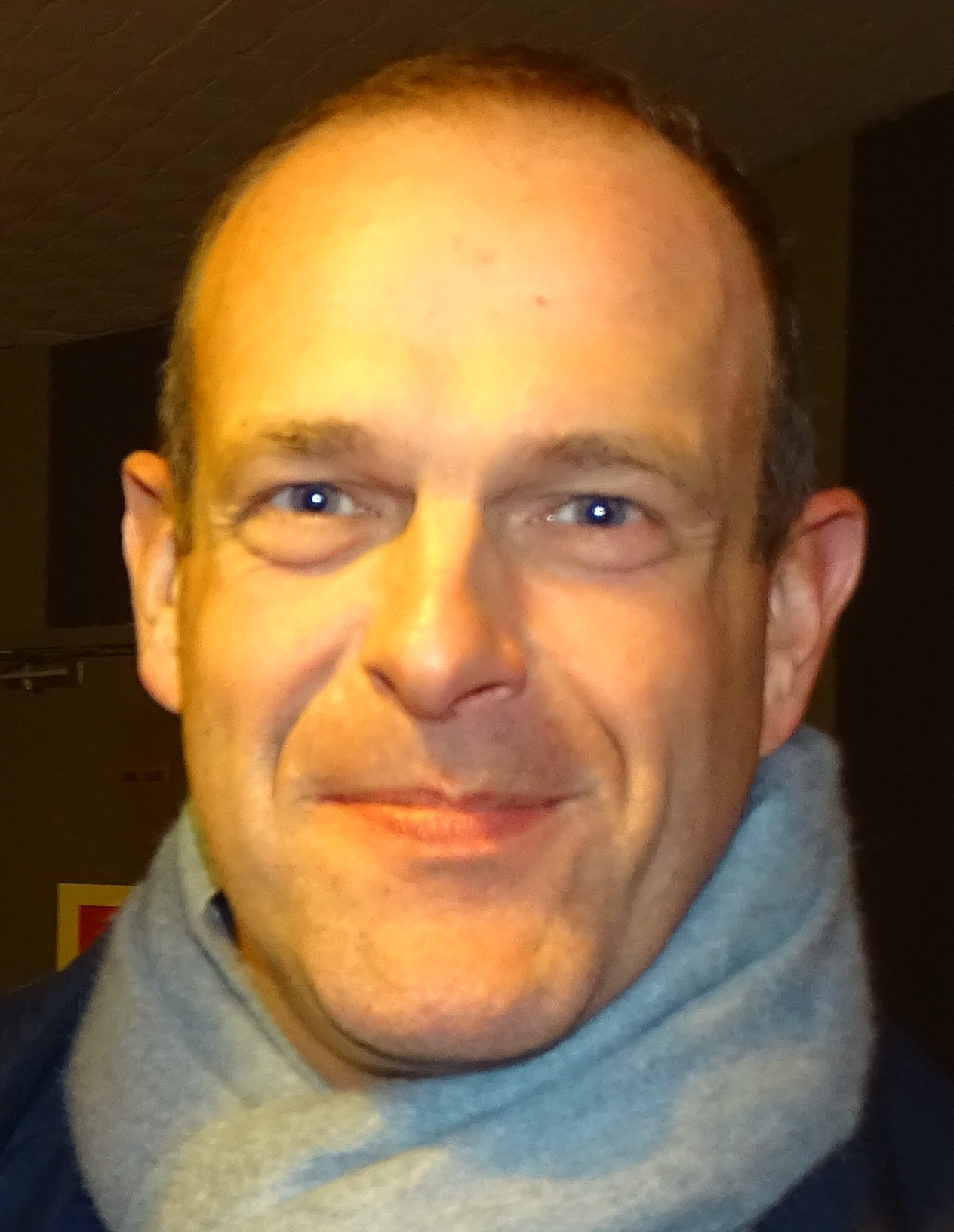
Steeve Briois (el 2015) animà i ajudà Marine Le Pen a establir-se a Hénin-Beaumont.

El 2007, Marine Le Pen va decidir establir-se a Hénin-Beaumont, un municipi obrer de 26.000 habitants situat a l'antiga zona minera del Pas de Calais i en dificultats econòmiques després de nombrosos tancaments de fàbriques. A les Eleccions legislatives franceses de 2007 de juny, es va presentar per la catorzena circumscripció del departament, tal com van sol·licitar Bruno Bilde i Steeve Briois, líders locals de l'FN. Aquest últim, regidor municipal de Hénin-Beaumont, liderava des de feia gairebé quinze anys una important tasca d'implantació del partit en aquesta ciutat, amb resultats electorals que milloraven a cada elecció. Criticada pels seus oponents, Marine Le Pen explicà l'elecció d'aquesta circumscripció pel fet que era «simbòlica dels principals problemes de França: atur, deslocalització i inseguretat».
Durant la campanya, un ex-càrrec socialista local, Daniel Janssens, encapçalà el comitè de suport a Marine Le Pen. Havia estat durant disset anys secretari de la secció del Partit Socialista (PS) a Leforest i durant vint-i-quatre anys primer tinent d'alcalde de Leforest. Afirmant-se decebut pel diputat socialista sortint Albert Facon, Daniel Janssens declarà que volia «donar un cop de peu al formiguer». Marine Le Pen també va rebre el suport, durant el període entre la primera i la segona volta, dels gaullistes Alain Griotteray, Michel Caldaguès i Paul-Marie Coûteaux.
A la primera ronda, Marine Le Pen va millorar significativament el resultat de l'FN a les eleccions legislatives del 2002 en què es va presentar Steeve Briois, tot i que a nivell nacional l'FN va patir un fort revés (4,3%). Marine va obtenir 10.593 vots, el 24,5% de vots emesos (contra el 20,1% del 2002), convertint-se en l'única candidata del Front Nacional capaç de passar a segona volta. El 2002 n'havien estat 37. Aleshores, es va constituir un «front republicà» contre Le Pen que unia tots els candidats de la primera volta menys el MPF. A la segona volta, el 17 de juny de 2007, l'increment dels vots respecte al 2002 va ser superior a la primera volta: Marine Le Pen va obtenir 17.107 vots, el 41,65% dels vots emesos (en lloc del 32,1% de 2002). Per tant, el diputat socialista sortint, Albert Facon, va ser reelegit, però va perdre uns 1.700 vots i gairebé 10 punts en comparació amb el 2002. Marine Le Pen va guanyar disset punts i gairebé 6.500 vots des de la primera volta. Alguns analistes polítics assenyalaren que Marine Le Pen s'havia beneficiat de la tasca de la implantació local de Steeve Briois i de l'ajornament de vots a la segona ronda d'un gran nombre d'electors que havien votat per notables centristes i comunistes locals. A més, sembla que són els temes econòmics i socials (desindustrialització, atur, sensació d'abandonament, etc.) que van permetre a Marine Le Pen aconseguir aquest resultat, més que el discurs sobre la immigració i la inseguretat.

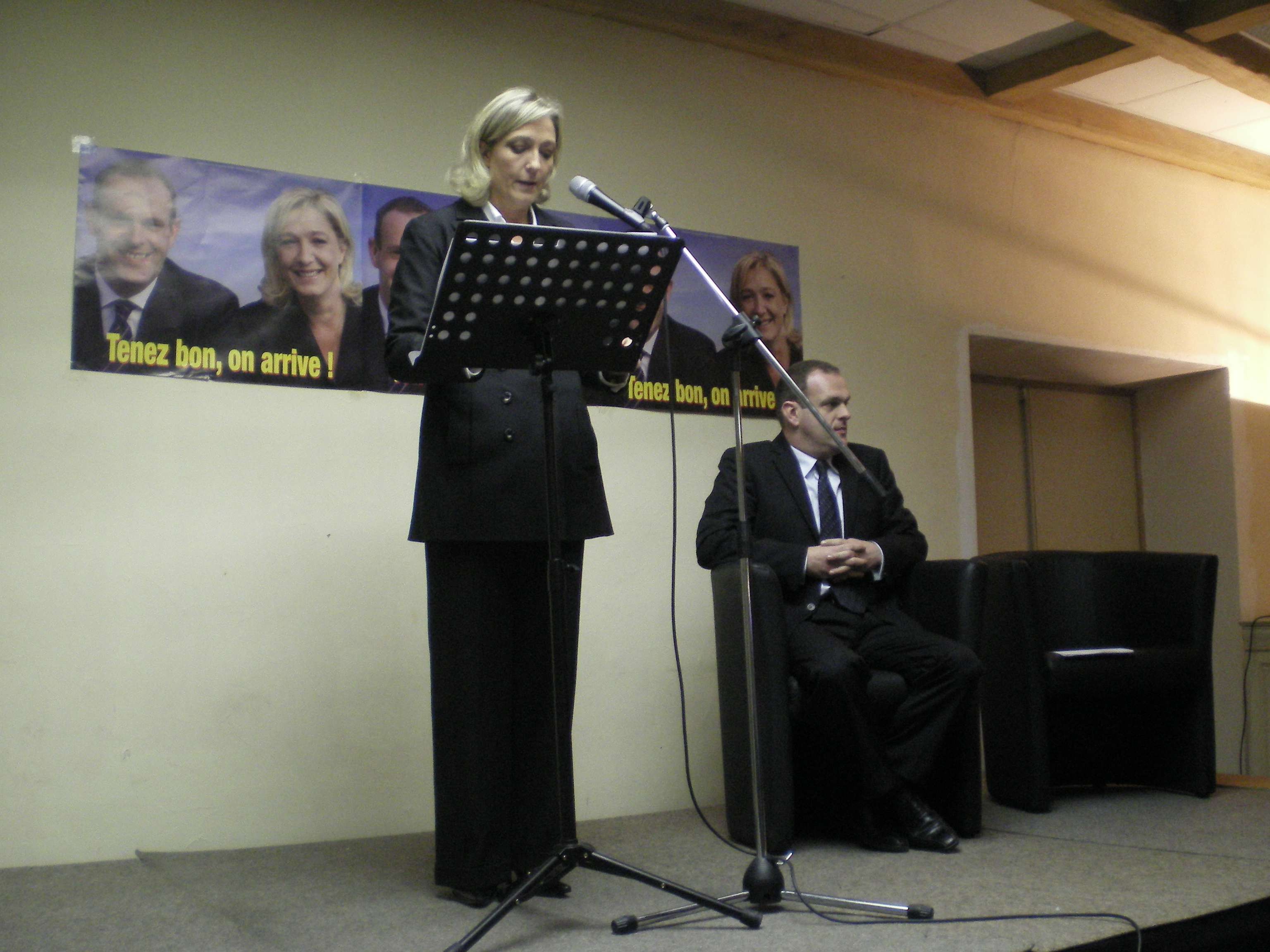
Marine Le Pen i Steeve Briois en el moment d'arrencar la campanya municipal de 2008 a Hénin-Beaumont.

Aquesta elecció va permetre a la vicepresidenta del Front Nacional imposar-se una mica més dins del partit després de les crítiques de les quals havia estat objecte després dels resultats de les eleccions presidencials. Tot plegat la va animar a continuar el seu establiment a Hénin-Beaumont després d'una primera experiència positiva i l'observació que el seu discurs semblava anar bé amb la població. Finalment, al juny de 2007, va llogar un apartament en aquesta ciutat i es va inscriure al cens electoral municipal.
A les eleccions municipals de març de 2008, va aparèixer en la segona posició de la llista del Front Nacional a Hénin-Beaumont, liderada per Steeve Briois. La campanya estava marcada per una agressió a Marine Le Pen, insultada per dos individus, un dels quals portava una pistola i, segons alguns testimonis, va disparar un tret. El principal responsable va ser condemnat a deu mesos de presó. Amb un resultat del 28,83%, Steeve Briois i Marine Le Pen fracassen en el seu intent de guanyar l'ajuntament, però van aconseguir cinc consellers municipals, inclosa la mateixa Marine Le Pen. El grup FN va presentar un recurs d'anul·lació contra l'elecció a la llista del Partit Socialista, però va ser rebutjat pel tribunal administratiu de Lilla. Steeve Briois va portar el cas al Consell d'Estat, que al seu torn va rebutjar la sol·licitud.
L'alcalde d'Hénin-Beaumont, Gérard Dalongeville, va ser finalment destituït de les seves funcions per «malversació de fons públics, corrupció, falsificació en escriptura privada i ús de falsificació, favoritisme i ocultació de favoritisme». S'organitzaren eleccions municipals parcials el 28 de juny i el 5 de juliol de 2009. Durant aquestes eleccions, i mentre el Front Nacional semblava debilitat a nivell nacional, la llista de l'FN liderada per Steeve Briois i Marine Le Pen aprofità la divisió de les esquerres i s'avançà molt a la primera ronda, amb el 39,34% de vots. Però entre les dues voltes es va formar de nou un «front republicà», que anava des de l'extrema esquerra fins a l'Unió per a un Moviment Popular (UMP), amb l'objectiu d'evitar la victòria del Front Nacional. A la segona volta del 5 de juliol de 2009, l'FN va perdre contra la llista d'esquerres liderada per Daniel Duquenne, qui va obtenir el 52,38% dels vots. El FN, però, va obtenir un resultat històric amb el 47,62% dels vots, amb una participació del 62,38%. Marine Le Pen, recentment reelegida regidora municipal, parlava de «derrota que té un petit gust de victòria», i especificava que només els van faltar 265 vots per guanyar l'ajuntament de Hénin-Beaumont.
Va decidir renunciar al seu mandat com a regidora municipal el 24 de febrer de 2011, a causa de la llei sobre la no acumulació de mandats, però va afirmar que mantenia un lligam local donant suport al seu fidel Steeve Briois i presentant-se en un lloc no elegible per a les següents eleccions municipals, el 14 de març de 2014. Steeve Briois va ser finalment elegit alcalde d' Hénin-Baumont el 30 de març de 2014.

#### Eleccions europees de 2009
A les eleccions europees de 2009, Marine Le Pen, elegida eurodiputada el 2004 per la circumscripció d'Illa de França, va ser escollida pel comitè de nominació del seu partit per encapçalar la llista del Front Nacional a la circumscripció nord-oest (Baixa Normandia, Alta Normandia, Nord-Pas-de-Calais, Picardia). El diputat europeu sortint, Carl Lang, elegit al mateix districte electoral, no va acceptar aquesta decisió i va decidir liderar una llista discrepant, però sense dimitir del Front Nacional. Tanmateix, va ser suspès del partit. El 7 de juny de 2009, amb el 10,18% dels vots, Marine Le Pen va aconseguir el millor resultat d'aquestes eleccions del Front Nacional i va ser reelegida eurodiputada. Al juliol de 2011, va contractar la seva parella sentimental, Louis Aliot, com a ajudant del Parlament Europeu, tot i que el Parlament Europeu prohibeix la contractació de cònjuges de diputats o de les seves parelles no matrimonials estables.

#### Escrutini regional de 2010
A les eleccions regionals franceses de 2010, Marine Le Pen va ser cap de llista a la regió Nord-Pas-de-Calais i cap de llista departamental a Pas-de-Calais. Va quedar tercera a la primera ronda, amb el 18,3% dels vots, just darrere de la candidata a la majoria presidencial, Valérie Létard (19,0%). Va quedar a la segona posició a Pas de Calais (19,8%), confirmant així el seu lligam a Hénin-Beaumont, on la seva llista quedà molt per davant. A la segona volta, va millorar el seu resultat obtenint el 22,2 % dels vots emesos, cosa que va permetre al Front Nacional obtenir 18 representants al consell regional de Nord-Pas-de-Calais. Marine Le Pen va aconseguir el segon millor resultat del Front Nacional, per darrere del del seu pare, Jean-Marie Le Pen, a Provença-Alps-Costa Blava.

### Presidenta del Front Nacional i seguidament del Reagrupament Nacional

#### Elecció al congrés de Tours
Marine Le Pen va anunciar en diverses ocasions la seva intenció de presentar-se a la successió de Jean-Marie Le Pen a la presidència del Front Nacional. Després d'una reunió de la mesa política de l'FN, el 12 d'abril de 2010, el seu pare anuncià que deixaria les seves funcions de cara al proper congrés. Marine Le Pen confirmà la seva intenció de presentar-se com a candidata contra Bruno Gollnisch. En aquesta perspectiva, Marine no es va beneficiar del suport dels diaris francesos d'extrema dreta Minute, Rivarol i Present.
Els membres del Front Nacional van ser cridats a votar el seu nou president i els cent membres del comitè central. La seva campanya estava dirigida per Dominique Martin. El congrés del partit, organitzat a Tours el 15 i 16 de gener de 2011, va validar la seva elecció a la presidència del partit amb el 67,65% dels vots dels militants.
Des dels primers mesos posteriors a l'assumpció de la presidència de l'FN, algunes de les seves aparicions a la televisió van registrar èxits d'audiència i s'assenyalaren de nou les seves qualitats televisives.
Va ser classificada entre les 100 persones més influents al món per la revista americana Time els anys 2011 i 2015.

#### Candidatura presidencial de 2012

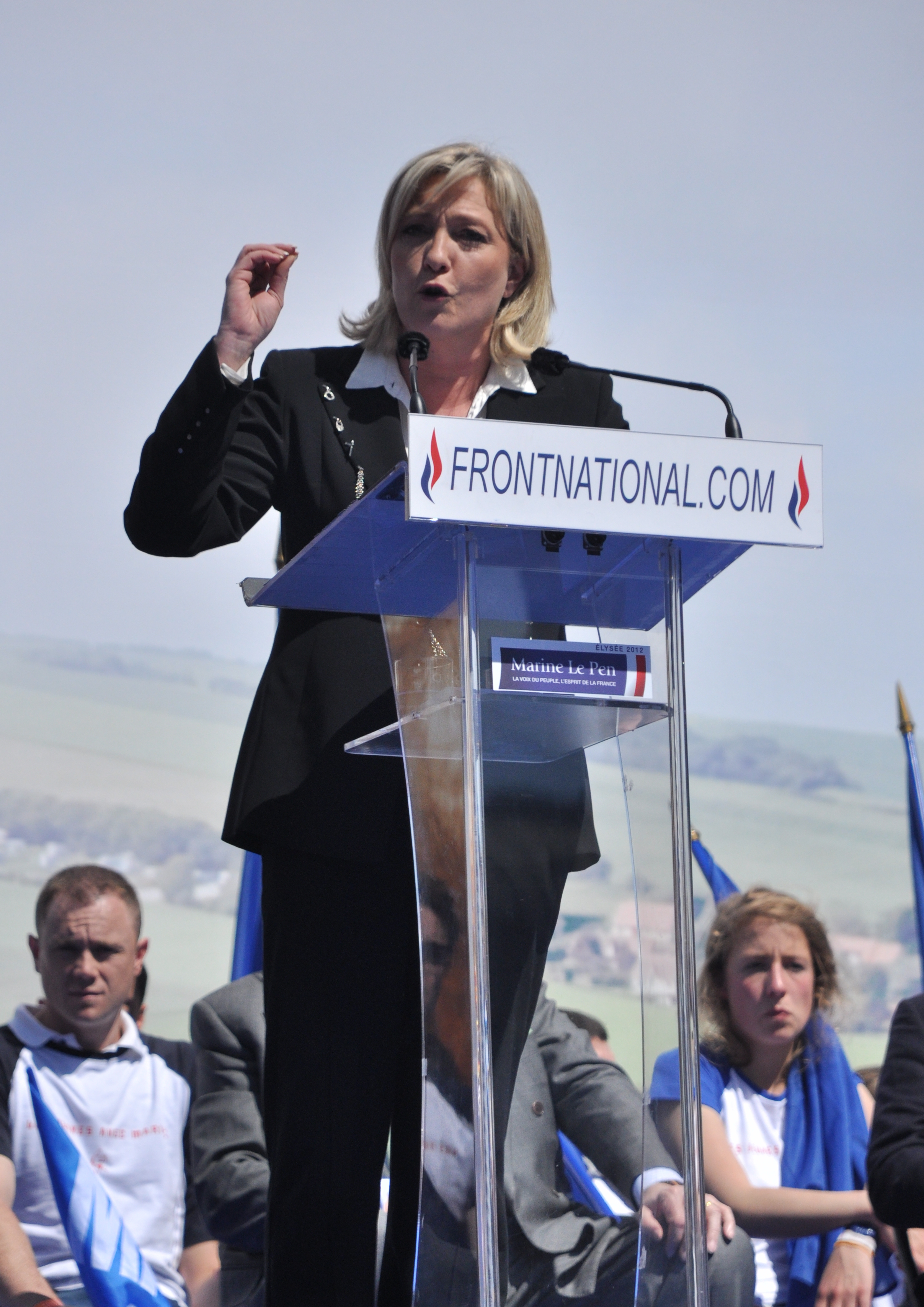
Marine Le Pen a París, l'1 de maig 2012.

El 5 de març de 2011, una enquesta de Harris Interactive va predir a Marine Le Pen un 23% d'intenció de vot per a les eleccions presidencials de 2012, per davant de Nicolas Sarkozy i Martine Aubry (cadascun amb un 21%). El 8 de març segons el mateix institut, si Dominique Strauss-Kahn o François Hollande fossin els candidats socialistes, se li va atribuir a Le Pen un 24% en ambdues hipòtesis. Aquestes enquestes, seguides d'altres que confirmaven aquesta tendència, van provocar moltes reaccions, ja que era la primera vegada en la cinquena República que es col·locava un candidat d'extrema dreta en el lideratge de la primera volta de les eleccions presidencials.
Durant la campanya, va afirmar que volia acabar amb l'«hiperliberalisme» i el globalisme, i restablir la independència de França en matèria diplomàtica, monetària, econòmica, comercial, industrial, social, educativa i institucional. Era partidària d'una política que revertís el moviment de desindustrialització i deslocalització, per tal de tornar a la plena ocupació, a una balança comercial equilibrada i als pressupostos estatals. Afegia que França havia de tornar a convertir-se en un poder d'equilibri amb la seva pròpia política exterior, la seva política de defensa i de cooperació.
Les mesures emblemàtiques del seu programa econòmic eren la retirada de l'euro i el retorn a una moneda nacional, la introducció d'impostos sobre béns i serveis importats, la reducció de la contribució francesa al pressupost de la Unió Europea, la reducció significativa de la immigració i repatriació de tots els immigrants il·legals i la lluita contra el frau fiscal i social. Pel que fa a la despesa, proposava un augment dels pressupostos de la funció pública estatal (justícia, policia, defensa nacional, investigació bàsica), formació professional, pressupostos d'inversió en infraestructures (SNCF) i investigació per a energies alternatives, ajuda al finançament i creació de petites empreses i pimes, l'increment de 200 euros nets de tots els sous inferiors a 1,4 vegades el salari mínim mitjançant l'exempció de les cotitzacions socials, l'augment de l'atenció sanitària per als més pobres (règim bàsic), per a zones rurals (atenció local), per a la lluita contra les malalties de Parkinson i Alzheimer (investigació), i reavaluació de l'assignació a adults discapacitats (AAH,sigles franceses d'Allocation aux Adultes Handicapés).
Durant la seva campanya presidencial, Marine Le Pen adoptà un ritme setmanal de mítings que s'accelerà després de l'entrada en campanya oficial del president sortint Nicolas Sarkozy. Un públic d'entre 1.200 a 6.500 persones assistia a les trobades, uns números menys importants que els dels seus competidors. Les dificultats per finançar la seva campanya, en particular a causa de la cerca del patrocini dels càrrecs electes necessaris per a la seva candidatura, també li van impedir celebrar actes als territoris d'ultramar, a Auxerre i a Clermont-Ferrand, tal com s'havia previst inicialment.
Amb un total de 17,90% dels vots (6.421.426 vots) a la primera volta, Marine Le Pen va acabar tercera en aquestes eleccions presidencials de 2012. Va aconseguir el millor resultat del Front Nacional en unes eleccions presidencials, per davant del millor resultat del seu pare Jean-Marie Le Pen (16,86%) el 2002. Marine Le Pen anuncià que votaria en blanc a la segona volta, mentre que una enquesta d'Ipsos indicava que el 50% dels seus votants tenien intenció de votar per Nicolas Sarkozy i el 13% per François Hollande.

#### Eleccions legislatives de 2012

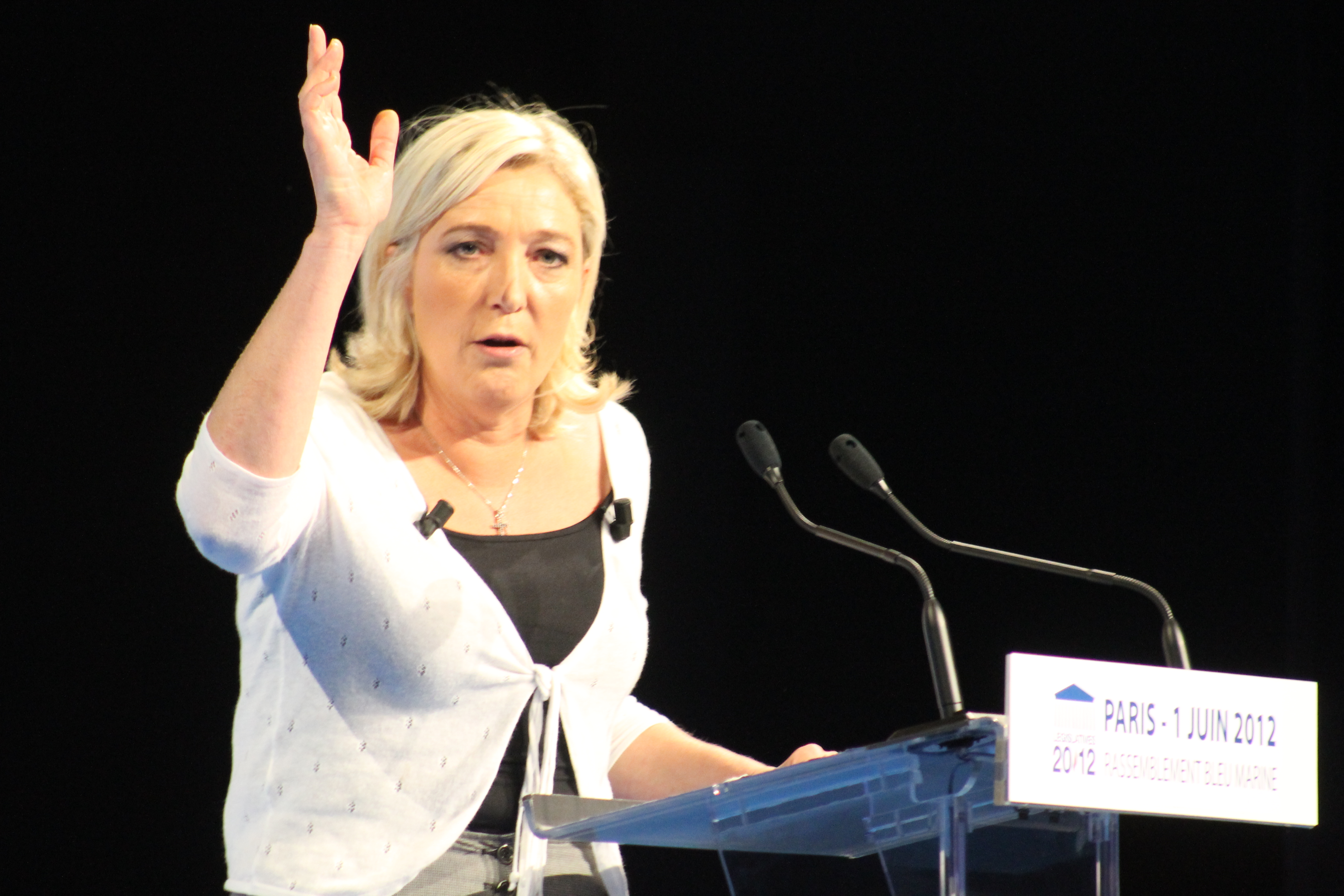
Marine Le Pen a la tribuna d'un meeting organitzat a París, l'1 de juny de 2012.

Marine Le Pen es va presentar a les eleccions legislatives de 2012 per l'onzena circumscripció electoral del Pas-de-Calais, que inclou el municipi d'Hénin-Beaumont. En vista d'aquesta votació, va anunciar al març de 2012 la constitució d'una coalició sota una bandera comuna, el Rassemblement Bleu Marine (RBM), amb el Front Nacional com a motor, i la participació d'altres formacions (Siel, Entesa Republicana), així com de candidats independents, com l'advocat Gilbert Collard.
Va quedar al primer lloc de la primera volta amb el 42,4% dels sufragis expressats, davant del socialista Philippe Kemel (23,5%) i Jean-Luc Mélenchon, que va ser eliminat amb el 21,5%. A la segona volta, va perdre molt ajustadament contra Philippe Kemel, després d'aconseguir el 49,9% dels vots. El seu recurs al·legant anomalies va ser rebutjat al desembre de 2012 pel Consell constitucional, que va reconèixer tanmateix certes irregularitats. A nivell nacional, el Front Nacional va progressar respecte al 2007, amb una mitjana de 13,6% dels vots a la primera volta i l'elecció, a la sortida de la segona volta, de dos candidats que el partit recolzava: Marion Maréchal (Vaucluse) i Gilbert Collard (Gard).
Durant la campanya d'aquestes eleccions legislatives, els partidaris de Marine Le Pen havien distribuït un fulletó que representava Jean-Luc Mélenchon amb la frase «no hi ha futur per a França sense els àrabs i els berbers del Magrib» (extreta del seu discurs a Marsella de 14 d'abril de 2012) i a sota una frase escrita en caràcters àrabs. Denunciada per Mélenchon, Marine Le Pen va ser absolta el 2015, i el tribunal d'apel·lació de Douai va considerar que no es podia atribuir a ella la responsabilitat com a autora o còmplice del cas.

#### Eleccions europees de 2014
El 25 de maig de 2014, a les eleccions europees, Marine Le Pen fou candidata a un nou mandat com a eurodiputada. La llista de Marine Le Pen al districte nord-oest va obtenir el 33,6% de vots emesos, mentre que les vuit llistes presentades pel Front National obtenen un resultat global del 24,9% de vots emesos. El FN va ser, doncs, el partit més votat per primera vegada a nivell nacional. Reelegida eurodiputada, Marine Le Pen es convertí en membre del Comitè de Comerç Internacional i membre de la delegació europea per a les relacions amb els països del Mercosur (Argentina, Brasil, Paraguai, Uruguai i Veneçuela).
Després d'aquestes eleccions, va fracassar en l'objectiu de constituir un grup euroescèptic i es quedà entre els eurodiputats no-inscrits. Finalment, la creació d'un grup, Europa de les Nacions i de les Llibertats, va ser anunciada el 16 de juny de 2015 per Marine Le Pen i Geert Wilders. Aquest reuní eurodiputats del Front Nacional, de la Lliga Nord italiana, del Partit Liberal d'Àustria, del Partit per la Llibertat neerlandès, del Congrés de la Nova Dreta polonesa, del Vlaams Belang belga, i l'eurodiputada britànica Janice Atkinson, exclosa de la UKIP.
L'any 2016, va ser classificada per Politico com la segona eurodiputada més influent, darrere del president del Parlament Europeu, Martin Schulz.

#### Conflicte amb Jean-Marie Le Pen
A l'abril de 2015, Jean-Marie Le Pen va fer diverses afirmacions controvertides sobre la Segona Guerra Mundial. Marine Le Pen va decidir llavors sotmetre a votació dels membres, per correu, un projecte de reforma dels estatuts del partit que eliminés en particular la funció de president d'honor, ocupada pel seu pare. Jean-Marie Le Pen va considerar que aquesta decisió era un «delicte greu», mentre que alguns representants de l'FN ho consideraven una purga per part de l'executiu nacional.
Jean-Marie Le Pen impugna aquestes decisions al jutjat i el tribunal superior de Nanterre va cancel·lar la seva suspensió del partit i, a continuació, va suspendre el vot dels membres sobre la reforma dels estatuts. El 20 d'agost de 2015, Jean-Marie Le Pen va ser finalment exclòs pel consell executiu del partit, format per Jean-François Jalkh, Wallerand de Saint-Just, Nicolas Bay, Steeve Briois, Marie-Christine Arnautu i Louis Aliot, tot i que aquests dos últims van oposar-se a aquesta decisió. Marine Le Pen i Florian Philippot no van assistir a aquesta reunió executiva. En el procés, alguns càrrecs electes van abandonar l'FN, denunciant un canvi en l'orientació del partit, i diversos van ser exclosos.

#### Eleccions regionals de 2015

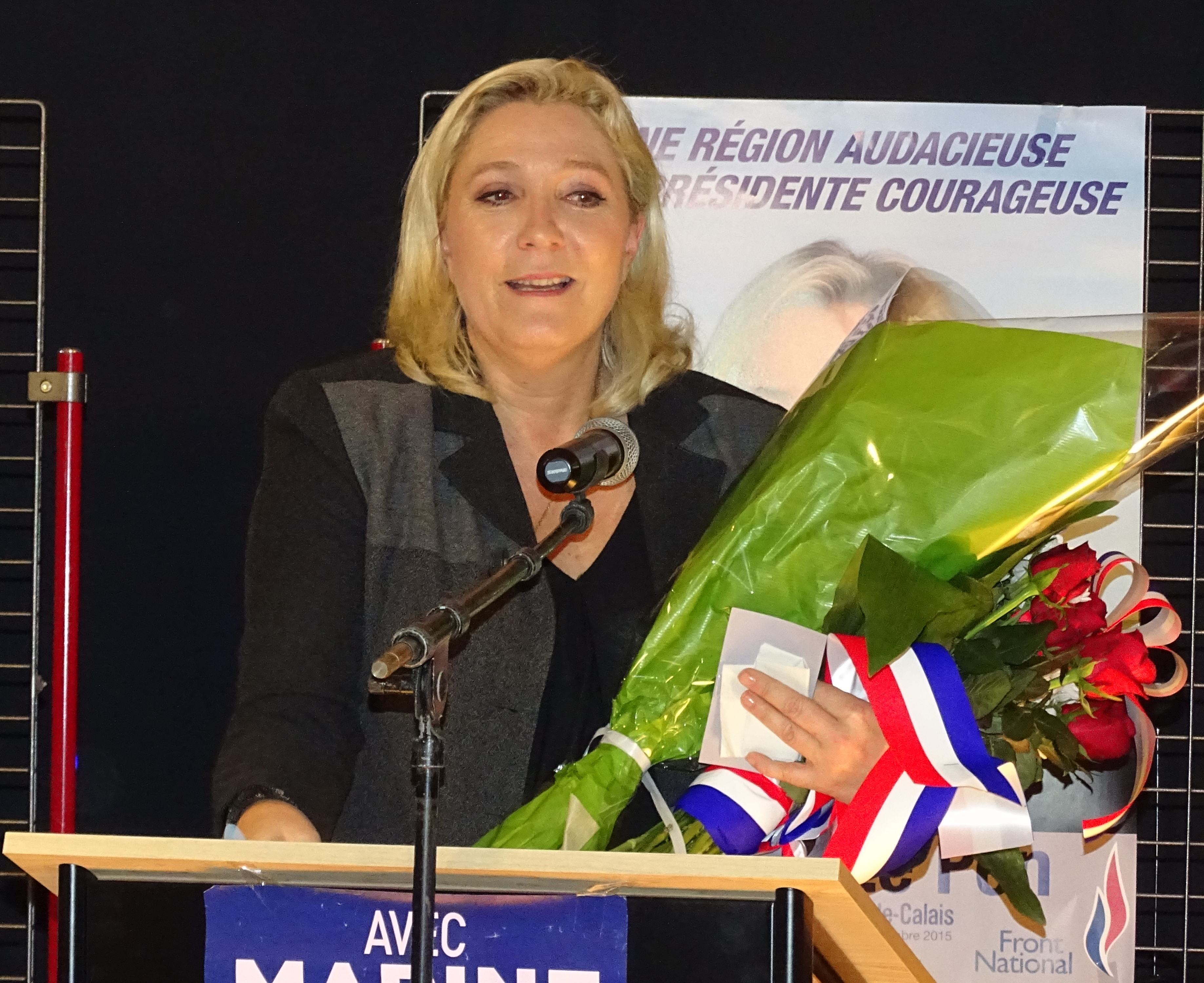
Marine Le Pen en un meeting per a les regionals, a Raismes, el 16 d'octubre de 2015.

Va anunciar la seva candidatura per a les eleccions regionals de 2015 a Nord-Pas-de-Calais-Picardia el 30 de juny de 2015, després d'haver dubtat si presentar-s'hi a causa de la proximitat de les eleccions presidencials de 2017.
La llista que encapçalava va quedar en primera posició a la primera volta del 6 de desembre, amb el 40,6% dels vots, per davant de la llista d'unió de dreta encapçalada per Xavier Bertrand (25,5%). Però en l'interval entre les dues voltes, el candidat d'esquerres es va retirar per bloquejar-la i gairebé tots els partits demanaren els vots en contra d'ella. Marine Le Pen va denunciar llavors una «classe política desesperada» i va prometre «fer la vida impossible al govern» en cas d'elecció. El 13 de desembre, al vespre de la segona volta, va perdre amb el 42,2% dels vots contra el 57,8% de la dreta moderada.
Aquest va ser el millor resultat aconseguit per una llista de l'FN en aquestes eleccions, darrere de la de la seva neboda Marion Maréchal que havia arribat al 45,2% a Provença-Alps-Costa Blava. Elegida consellera regional, va deixar la presidència del grup parlamentari d'FN a mans de Philippe Eymery, candidat sortint del consell regional de Nord-Pas-de-Calais on va ser el seu principal col·laborador.

#### Candidatura presidencial 2017
Marine Le Pen va anunciar la seva candidatura a les eleccions presidencials franceses de 2017 al Journal de 20 heures de TF1 el 8 de febrer de 2016. Els sondejos la classificaven llavors sistemàticament per a la segona ronda de la votació, amb percentatges d'entre el 23% i el 32% d'intenció de vot. Al novembre de 2016 va presentar el seu eslògan de campanya (Au nom du peuple, 'En nom del poble') i el seu logotip (una rosa blava), així com el seu equip de campanya, principalment de l'FN. Alguns analitzaren aquest logotip, dient que es reivindicava com a símbol de la feminitat, en referència a la Verge Maria («la rosa sense espines») i a Joana d'Arc (l'espasa) i, en conseqüència, a les arrels cristianes de França. A més, Marine Le Pen assumeix la transmissió d'un missatge polític, la rosa com a símbol de l'esquerra i el blau com a símbol de la dreta.
La campanya de Marine Le Pen va estar marcada per escàndols, concretament sis afers judicials apuntant-la ella o al seu partit. Possiblement això va influir en el fet que, en les últimes setmanes de campanya, les intencions de vot a favor seu van caure, la qual cosa la va forçar a centrar el seu discurs en la lluita contra la immigració i la inseguretat.
El 23 d'abril de 2017, es va qualificar per a la segona volta amb 7,68 milions de vots, o sigui 21,30 % dels sufragis expressats, arribant així en segona posició darrere d'Emmanuel Macron (24,01%). La seva segona posició va ser considerat un resultat decebedor. Quedà per davant de François Fillon (Els Republicans) i Jean-Luc Mélenchon (França Insubmisa) per només 1,29 i 1,72 punts de percentatge respectivament.
En la campanya entre les dues voltes, Le Pen va presentar les eleccions com «un referèndum a favor o en contra de França». Va intentar sobretot convèncer els votants d'esquerres de Jean-Luc Mélenchon perquè votessin per ella. Com Mélenchon, es presentava com una «insubmisa», i criticava en les seves reunions les «finances», els «bancs», el «capital» i l'«oligarquia».
Va rebre el suport de diversos moviments i personalitats de dretes, inclòs Nicolas Dupont-Aignan (4,70% de vots a la primera volta) i a qui va presentar com el seu futur primer ministre en cas de victòria. Altres criden a votar-la, com Christine Boutin, Jacques Bompard, Marie-France Garaud, Bruno North, Françoise Hostalier, Christian Vanneste, Jean-Paul Brighelli o fins i tot Henry de Lesquen.

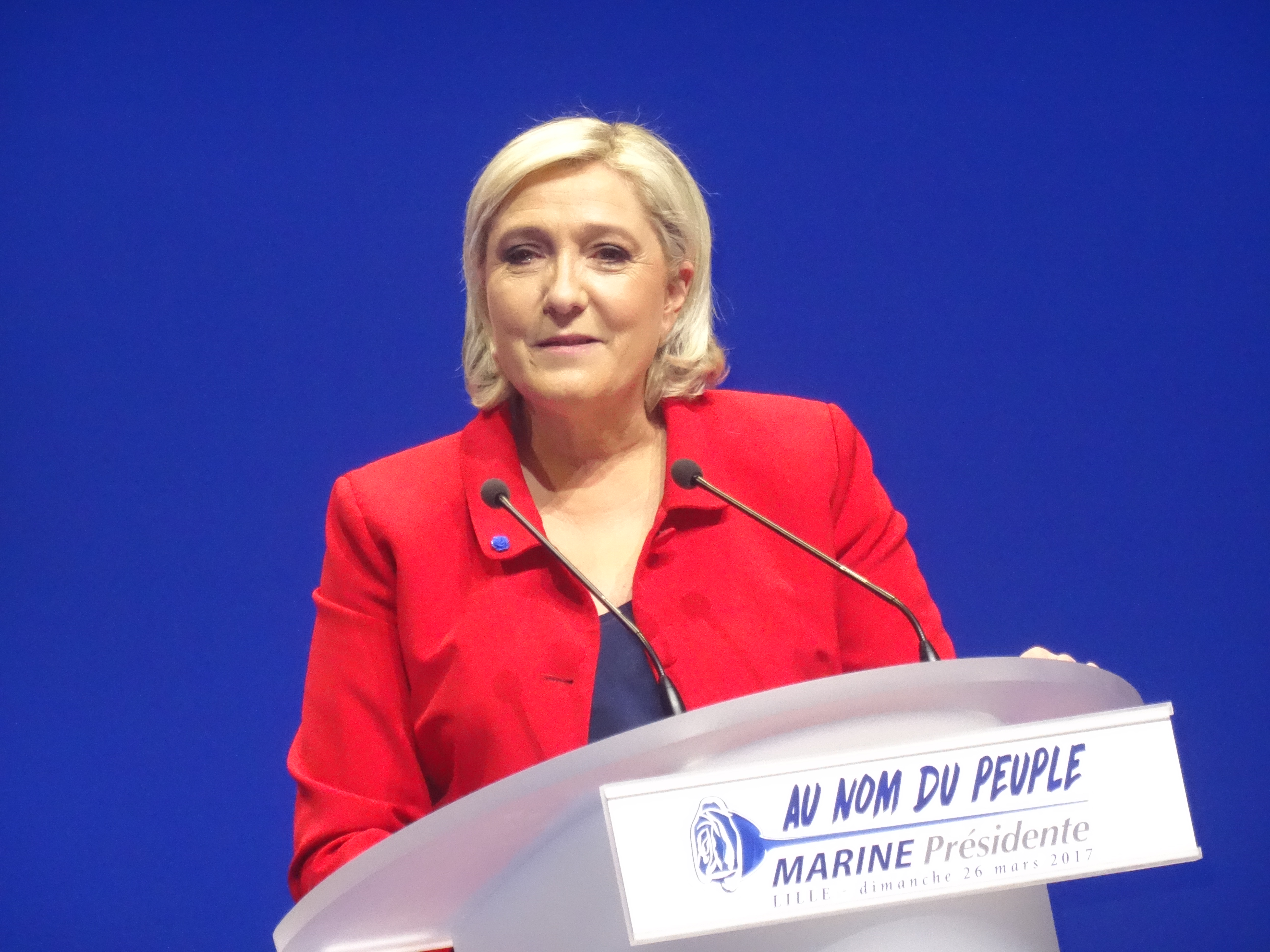
Marine Le Pen en un míting a Lilla, el 26 de març de 2017

Mal preparada per un agenda massa carregada els dies precedents segons el periodista Dominique Albertini, la seva participació en el debat de la segona volta el 3 de maig de 2017 va ser qualificada de decebedora, i els mitjans de comunicació van parlar fins i tot de «naufragi». Després de la segona volta, Marine Le Pen va reconèixer haver «perdut» el debat.
El 7 de maig de 2017, amb el 33,90% dels sufragis, va perdre contra Emmanuel Macron, que va ser doncs elegit President de la República Francesa. Aquella mateixa nit, Marine Le Pen anuncià una futura «transformació profunda» del Front Nacional.
El resultat de Marine Le Pen, inferior al que s'esperava, va decebre fins i tot al seu propi equip, que tenia com a objectiu obtenir un resultat superior al 40%. Marion Maréchal expressà clarament la seva decepció.

#### Eleccions legislatives de 2017

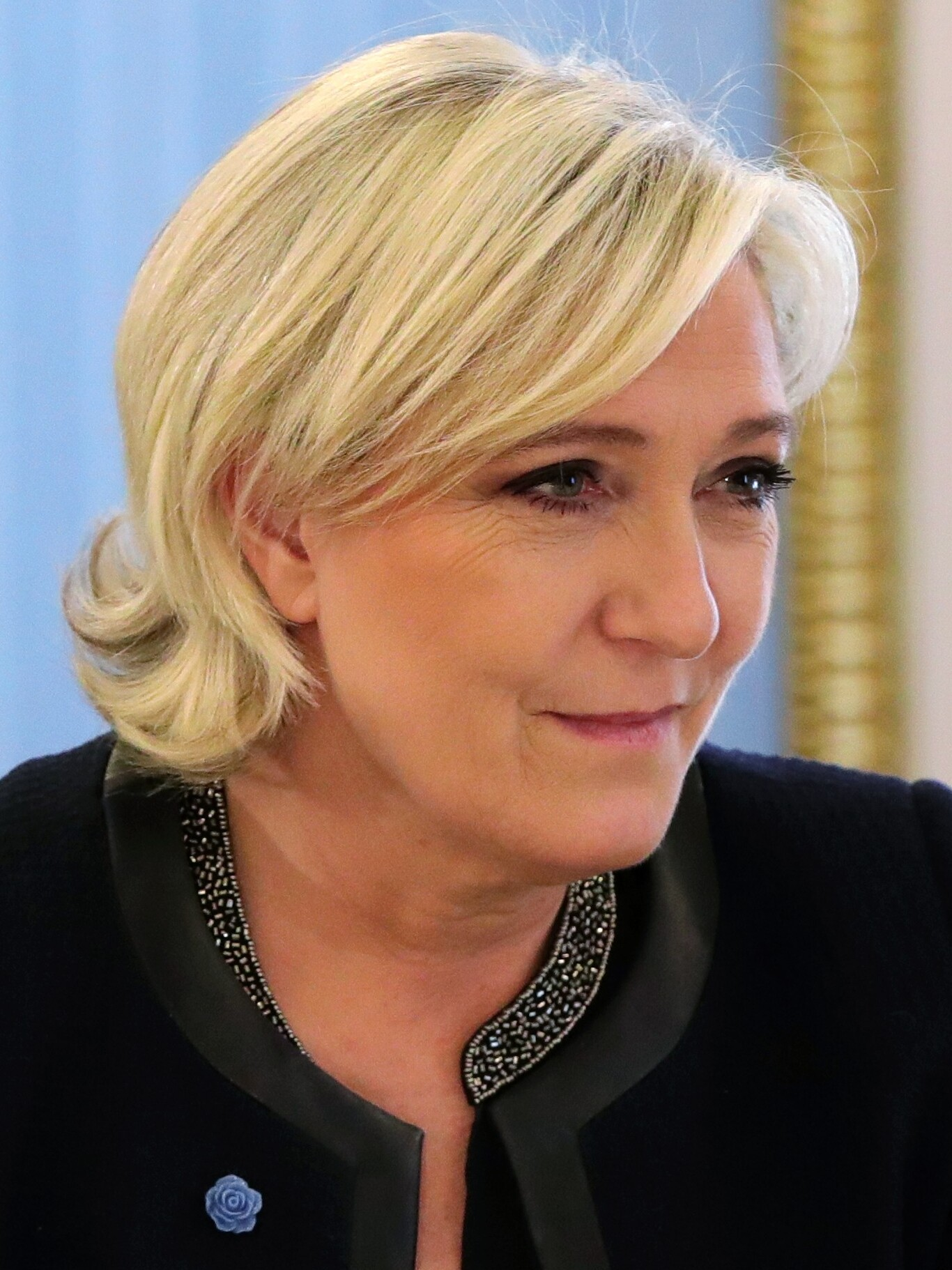
Marine Le Pen l'any 2017, en una trobada amb Vladímir Putin a Moscou.

A les eleccions parlamentàries del 2017, Marine Le Pen es presentà per l'onzena circumscripció del Pas de Calais. L'aliança de partits en què participen els Comitès Jeanne de Jean-Marie Le Pen va decidir llavors, a petició d'aquest, retirar el seu candidat en aquesta circumscripció electoral. Le Pen va ser elegida al final de la segona ronda, amb el 58,60% de vots emesos. A principis de juliol, amb efectes retroactius fins al 18 de juny, va renunciar al Parlament Europeu. Juntament amb els altres set membres o propers al Front Nacional, es troba al grup parlamentari dels no inscrits (NI) de l'Assemblea Nacional, perquè el nombre de diputats que permet la formació d'un grup parlamentari propi s'estableix en quinze. Pertany al Comitè d'Afers Exteriors i, després d'una redistribució de seients, al Comitè d'Hisenda.
Els mesos següents, Marine Le Pen pena a imposar-se com la principal força d'oposició a Emmanuel Macron, en particular enfront de Jean-Luc Mélenchon, igualment electe diputat i disposant d'un grup a l'Assemblea nacional,. El primer any de la presidència Macron va ser marcat per una caiguda significativa de la seva popularitat entre els francesos, i entre els simpatitzants del Front nacional, sobretot en raó d'una pèrdua de credibilitat deguda al debat de 2017. Contràriament a la seva neboda Marion Maréchal, és majoritàriament recaptada pels sondejats, al segon semestre de 2017, com una debilitat per a l'FN,.

#### Eleccions presidencials de 2022
Quan el reanomenat Reagrupament Nacional va arribar al capdavant de les eleccions europees de 2019 i que el partit remuntés en les intencions de vot, Marine Le Pen va anunciar la seva candidatura a l'elecció presidencial de 2022 al gener 2020. Durant l'estiu de 2020, se la va acusar de dur a terme una «purga» per apartar del lideratge del partit els pròxims de Marion Maréchal, possible competidora de Le Pen dins de l'RN. A l'octubre de 2020, crida Nicolas Dupont-Aignan a sostenir la seva candidatura a la presidència de la República.
Va quedar segona a la primera volta de les eleccions, qualificant-se per la segona volta contra Macron, en les que Le Pen va obtenir el 41,45 dels vots i Macrron va revalidar la presidència. En el XVIII congrés de la RN en novembre de 2022 Jordan Bardella es va convertir en el líder del partit succeint Marine Le Pen aconseguint el 85% de suport dels membres del partit, davant del 15% que va tenir Louis Aliot, l'alcalde de Perpinyà.

## Condemna per malversació
El 31 de març de 2025 va ser declarada culpable pel tribunal de Paris de malversació de fons europeus, juntament amb Louis Aliot i set altres eurodiputats de Reagrupament Nacional, per haver desviat 2,9 milions d'euros per fer contractes ficticis a membres del partit. El Tribunal Penal de París la va condemnar a quatre anys de presó, dos dels quals amb grillet electrònic, i a cinc d'inhabilitació immediata, a més de 100.000 euros de multa. La sentència fou ratificada el 4 de juny de 2025 pel tribunal administratu de Lille.

## Resultats electorals

### Eleccions presidencials
| Any  | 1a volta | 1a volta | 1a volta    | 2a volta | 2a volta | 2a volta |
| Any  | %        | Posició  | Resultat    | %        | Posició  | Resultat |
| ---- | -------- | -------- | ----------- | -------- | -------- | -------- |
| 2012 | 17,90    | 3a       | Eliminada   |          |          |          |
| 2017 | 21,30    | 2a       | Qualificada | 33,90    | 2a       | Derrota  |
| 2022 | 23,15    | 2a       | Qualificada | 41,45    | 2a       | Derrota  |

### Eleccions legislatives
| Curs | Circumscripció electoral | 1 volta | 1 volta | 1 volta     | 2a volta | 2a volta | 2a volta |
| Curs | Circumscripció electoral | %       | Posició | Resultat    | %        | Posició  | Resultat |
| ---- | ------------------------ | ------- | ------- | ----------- | -------- | -------- | -------- |
| 1993 | 16a de París             | 11,10   | 3a      | Eliminada   |          |          |          |
| 2002 | 13a de Pas-de-Calais     | 24,24   | 2a      | Qualificada | 32,30    | 2a       | Derrota  |
| 2007 | 14a de Pas-de-Calais     | 24,47   | 2a      | Qualificada | 41,65    | 2a       | Derrota  |
| 2012 | 11a de Pas-de-Calais     | 42,26   | 1a      | Qualificada | 49,89    | 2a       | Derrota  |
| 2017 | 11a de Pas-de-Calais     | 46,02   | 1a      | Qualificada | 58,60    | 1a       | Victòria |

### Eleccions europees
| Curs | Circumscripció electoral | %     | Posició | Escons obtinguts |
| ---- | ------------------------ | ----- | ------- | ---------------- |
| 2004 | Illa de França           | 8,58  | 4a      | 1/14             |
| 2009 | Nord-oest                | 10,18 | 4a      | 1/10             |
| 2014 | Nord-oest                | 33,62 | 1a      | 5/10             |

### Eleccions regionals
| Curs | Regió                       | 1 volta | 1 volta | 2a volta | 2a volta | Escons obtinguts |
| Curs | Regió                       | %       | Posició | %        | Posició  | Escons obtinguts |
| ---- | --------------------------- | ------- | ------- | -------- | -------- | ---------------- |
| 2004 | Illa de França              | 12,26   | 4a      | 10,11    | 3a       | 15/209           |
| 2010 | Nord Pas de Calais          | 18,31   | 3a      | 22,20    | 3a       | 18/113           |
| 2015 | Nord-Pas-de-Calais-Picardia | 40,64   | 1a      | 42,23    | 2a       | 54/170           |